# Carl Philipp Emanuel Bach

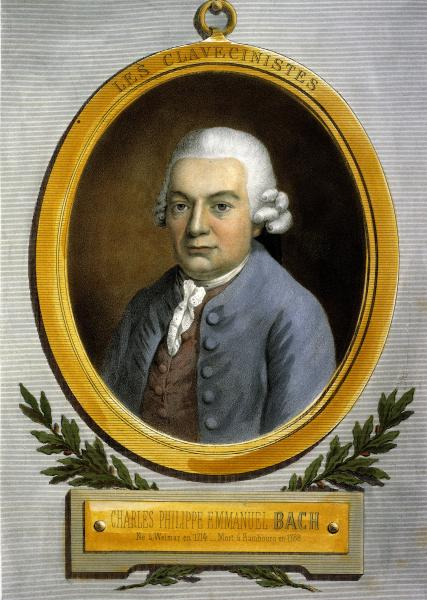
C.P.E. Bach 1765.

Carl Philipp Emanuel Bach, född 8 mars 1714 i Weimar som näst äldste son till Johann Sebastian Bach och dennes första hustru Maria Barbara, död 14 december 1788 i Hamburg, var en tysk tonsättare, musikpedagog och klaverspelare. Han betraktas ofta som den mest betydande av Johann Sebastian Bachs söner.
Han studerade först juridik vid universiteten i Leipzig och Frankfurt an der Oder, men efter avlagd examen övergav han sina planer på en akademisk karriär för musiken. Han komponerade såväl instrumental som vokal musik, men bröt med faderns polyfona kontrapunktiska barock och blev i stället den främsta företrädaren för den känslosamma rokokomusiken. Hans musik utstrålar ofta ett slags vemod. Flöjten är ett instrument som passar hans stil utmärkt.
Carl Philipp Emanuel fick ärva en del av kvarlåtenskapen efter fadern. Trots att han brutit stilmässigt med faderns barock tog han väl vara på den och propagerade ofta i skrifter för faderns storhet som kompositör. Han skrev också en del om äldre tiders kompositörer, främst inom släkten Bach, vilket har varit värdefullt för musikhistoriker.
Han var (liksom fadern) en framstående pedagog, med halvbrodern Johann Christian Bach som mest kända elev. Han skrev också en berömd lärobok i klaverspel - Versuch über die wahre Art, das Clavier zu spielen - som är ytterst elegant formulerad och vid sidan av till exempel Quantz' tvärflöjtlära och Leopold Mozarts violinskola en viktig källa till dåtida spelteknik och praktisk musikuppfattning.
Han komponerade olika slags klavermusik, symfonier, pianokonserter, kammarmusik och kyrkomusik i form av oratorier, kantater och andliga sånger.
För samtiden var CPE Bach en av sin tids allra främsta tonsättare och yngre kompositörer som exempelvis Mozart tog intryck av hans stil. När Bachrenässansen under första halvan av 1800-talet bröt igenom kom CPE Bach för en tid i vanrykte som den som fördärvade arvet från barocken. Senare har han rehabiliterats, och hans betydelse för Wienklassicismen har framhållits. Hans egen musik har också en trogen lyssnarskara och välsorterade skivaffärer har i regel ett sortiment av inspelningar av hans verk.